# Vehbi Akdağ
Vehbi Akdağ (Tokat, Turquía, 1 de enero de 1949-circa 23 de junio de 2020) fue un deportista turco especialista en lucha libre olímpica donde llegó a ser subcampeón olímpico en Múnich 1972.

## Carrera deportiva
En los Juegos Olímpicos de 1972 celebrados en Múnich ganó la medalla de plata en lucha libre olímpica estilo peso 62 kg, tras el luchador soviético Zagalav Abdulbekov (oro) y por delante del búlgaro Ivan Krastev (bronce).

## Fallecimiento
El 23 de junio de 2020 se conoció la noticia de su fallecimientno en el hospital de Tokat.